# Großdeutsche Lösung

Einwohner im Deutschen Bund 1848, nach Einzelstaaten. Ein deutscher Bundesstaat auf dieser Grundlage hätte im Wesentlichen der so genannten großdeutschen Lösung entsprochen. Jeweils zirka ein Drittel der Einwohner hätte in Österreich, Preußen und den übrigen Staaten gelebt.

Als großdeutsche Lösung der deutschen Frage wurde das in der Frankfurter Nationalversammlung von 1848 diskutierte, aber verworfene Modell eines deutschen Nationalstaats unter Einschluss von österreichischen Gebieten bezeichnet. Sie stand im Gegensatz zur schließlich beschlossenen kleindeutschen Lösung, die alle Mitgliedstaaten des Deutschen Bundes außer Österreich umfasste.
Von den „Großdeutschen“ zu unterscheiden sind die extrem nationalistischen und antisemitischen „Alldeutschen“. Sie sammelten sich in den 1890er Jahren im Deutschen Kaiserreich im Alldeutschen Verband und in Österreich in der Alldeutschen Vereinigung.
Im 20. Jahrhundert wurde der ursprünglich von Nationalliberalen und Demokraten aufgebrachte Begriff großdeutsch zu einem Kampfbegriff gegen den Vertrag von Versailles und den Vertrag von Saint-Germain, den vor allem die rechten Parteien in Deutschland und Deutsch-Österreich verwendeten. Ihr Ziel war ein Reich, das alle Gebiete mit einer mehrheitlich deutschsprachigen Bevölkerung umfassen sollte, auch gegen den Widerstand des Auslands wie Italiens oder Frankreichs.
Die Nationalsozialisten sahen die großdeutsche Lösung nach dem Anschluss Österreichs – trotz des Zerfalls Österreich-Ungarns und der Doppelmonarchie in vier verschiedene Staaten – nachträglich verwirklicht, weshalb sie das Deutsche Reich von dort an „Großdeutschland“ nannten. Sie strebten darüber hinaus nach einer imperialistischen Lösung der deutschen Frage: Unter dem NS-Regime sollten einem zu erschaffenden „Großgermanischen Reich“ zur dauerhaften Vorherrschaft über den europäischen Kontinent verholfen und dafür die betroffenen Gebiete mit „Angehörigen nichtgermanischer, vor allem slawischer Völker“ germanisiert werden.

## Die großdeutsche Lösung als Teil der Nationalbewegung

Deutscher Bund 1815–1866

Deutschlandkonzepte 1848–1867

Das Wort großdeutsch wurde erstmals vom Präsidenten der Frankfurter Nationalversammlung, Eduard von Simson, verwendet. Diese großdeutsche Bewegung war vor allem in den süddeutschen Ländern Baden, Württemberg, Bayern und Österreich verbreitet; ihre Anhänger waren meist liberal, demokratisch oder auch nationalliberal gesinnt. 
Im Zusammenhang mit der Märzrevolution 1848 wurde darunter die Gründung eines deutschen Nationalstaates verstanden, der alle deutschsprachigen Gebiete des Deutschen Bundes, einschließlich der Ostprovinzen Preußens, und aus historischen Gründen (Königreich Böhmen, österreichische Kronländer Krain und Küstenland) auch Gebiete umfassen sollte, in denen Tschechen, Slowenen bzw. Polen die Mehrheit der Bevölkerung stellten.
In der Nationalversammlung wurde die großdeutsche Lösung von den Fraktionen Donnersberg (äußerste Linke), Württemberger Hof (linkes Zentrum), zum Teil Casino, Pariser Hof (rechtes Zentrum) sowie Café Milani (Rechte) vertreten, wobei die Verfassungsvorstellungen zwischen Einheitsstaat und lockerer Föderation variierten.
Allerdings wäre diese Vorstellung politisch nur durch eine Teilung des Kaisertums Österreich zu verwirklichen gewesen, was ohne eine gleichzeitige Revolution der Ungarn undenkbar war. Der österreichische Ministerpräsident Felix zu Schwarzenberg erteilte daher einer großdeutschen Lösung bereits im Dezember 1848 eine klare Absage. Am 12. Januar 1849 erklärte Reichsminister Hermann von Beckerath in der Frankfurter Nationalversammlung: „Das Warten auf Österreich ist das Sterben der deutschen Einheit“.
Die deutsche Frage überlagerte zunehmend die ursprünglichen Fraktionsgrenzen. Im Februar 1849 gingen die Anhänger der großdeutschen Lösung – sowohl Linke, die einen Einheitsstaat anstrebten, als auch die konservativen Föderalisten vom Pariser Hof – ein Bündnis ein, dessen Treffpunkt die Gaststätte Mainlust war. Dieser (instabilen) Fraktion gehörten bis zu 260 Abgeordnete an. Ihre Gruppe zerfiel jedoch angesichts des Großösterreich-Plans des Fürsten Schwarzenberg (siehe unten), der auch die nichtdeutschen Gebiete der Habsburgermonarchie einbezog und nicht mit den Vorstellungen der liberalen und demokratischen Nationalbewegung vereinbar war.
In der Frankfurter Reichsverfassung vom 28. März 1849 setzte sich schließlich die kleindeutsche Lösung durch, getragen von der kleindeutschen Fraktion des Weidenbusch. Ihre Hoffnung war es, den Nationalstaat als konstitutionelle Monarchie mit erblicher Kaiserwürde zu verwirklichen, indem sie den König von Preußen zum Kaiser der Deutschen wählten. Dennoch hielt die Verfassung die Möglichkeit offen, dass sich Österreich (in den Grenzen des Deutschen Bundes) anschließen würde. Für diesen Fall waren auch Abgeordnete im Reichstag vorgesehen. Dies ist aber eher als Zugeständnis an großdeutsche Abgeordnete zu sehen, deren Stimmen man für eine Mehrheit brauchte.
Der preußische König Friedrich Wilhelm IV. lehnte die Kaiserkrone im April jedoch ab. Preußen und andere Staaten schlugen die Revolution gewaltsam nieder. Nach einem kleindeutschen Einigungsversuch durch Preußen (Erfurter Union) und der Herbstkrise, in der Österreich und Preußen beinahe zum Krieg bereit waren, wurde der Deutsche Bund 1851 wiederhergestellt.
Die Mehrheit der liberalen und demokratischen Bewegung schloss sich 1859 im Deutschen Nationalverein zusammen, der die kleindeutsche Lösung verfolgte. Demgegenüber versammelten sich am 28. Oktober 1862 in Frankfurt am Main etwa 500 Anhänger der Großdeutschen und gründeten dort den Deutschen Reformverein. Dieser Verein bestand überwiegend aus Süddeutschen, die dem Anliegen Österreichs positiv gegenüberstanden und das österreichische Reformprojekt 1863 unterstützten.

## Großdeutsche Reformvorschläge 1849/1850 und 1863

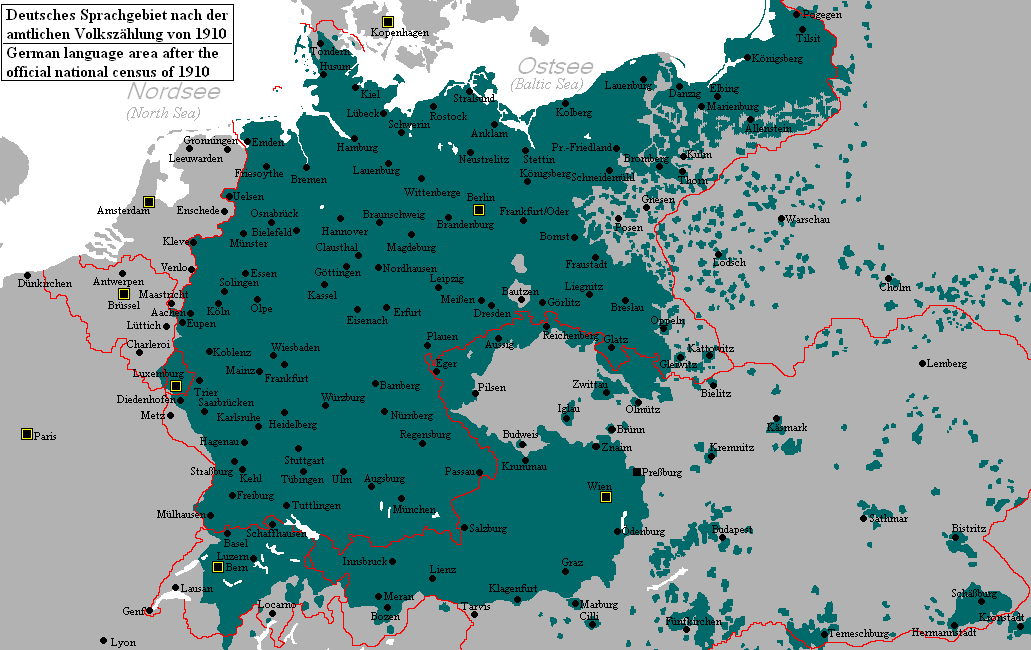
Das deutsche Sprachgebiet um 1910

Die Regierungszeit des Habsburger Kaisers Franz Joseph I. begann Ende 1848 mit der Bemühung, die Revolution niederzuschlagen. Einen deutschen Bundesstaat lehnte er strikt ab. Doch sein Ministerpräsident Felix Fürst zu Schwarzenberg wollte der Frage einer deutschen Einigung nicht rein negativ gegenüberstehen, allein schon der öffentlichen Meinung wegen. So machte er 1849 den Vorschlag eines Großösterreich, also eine Erweiterung des Deutschen Bundes um alle Gebiete der Habsburgermonarchie, das heißt auch um Ungarn und Norditalien.
Dieser Gedanke war für Schwarzenberg attraktiv, weil dadurch alle Gebiete den militärischen Schutz des Bundes genossen hätten. Außerdem hätte der Bund bei der Bekämpfung von Aufständen (etwa in Ungarn und Italien) helfen sollen. Dafür war Schwarzenberg bereit, den Bundeszweck leicht zu erweitern: Auch Fragen des Handels oder einheitlicher Maße hätten dazu gehören können.
In diese Richtung ging auch der Reformvorschlag des Vierkönigsbündnisses vom Februar 1850: Damit begegneten die Königreiche Bayern, Hannover, Sachsen und Württemberg der Erfurter Union. Ein reformierter Deutscher Bund sollte ganz Österreich aufnehmen und zwar kein Bundesstaat werden, aber neue Organe und einen erweiterten Bundeszweck erhalten. Nach der Herbstkrise 1850, den Dresdner Konferenzen und der Wiederherstellung des Deutschen Bundes in alter Form erübrigten sich solche Pläne.
Um das Jahr 1860 kam aus verschiedenen Gründen wieder Bewegung in die deutsche Frage. Auf dem Frankfurter Fürstentag im Jahr 1863 legte Österreich die von Ludwig von Biegeleben formulierte Frankfurter Reformakte vor. Zwar ging es nicht mehr um den Beitritt der bislang bundesfremden Gebiete Österreichs. Aber auch dieser Reformvorschlag zielte auf einen Staatenbund mit mehr Aufgaben und Organen als bisher. Die reformierte Bundesverfassung hätte Österreichs Führung über den Deutschen Bund bestätigt und bestärkt und es zum Führungsstaat eines großdeutschen, monarchischen, föderalen Staatenbundes in Mitteleuropa gemacht. Der preußische König Wilhelm I. verweigerte jedoch auf Anraten Bismarcks die Teilnahme am Fürstentag, und der Reformvorschlag scheiterte.
Schließlich kam es 1866 zum Deutschen Krieg, den Österreich und seine Verbündeten wie Bayern und Hannover verloren. Preußen durfte laut Friedensvertrag mit den nord- und mitteldeutschen Staaten einen Bundesstaat gründen (Norddeutscher Bund). Österreich versuchte in den Folgejahren noch, Einfluss auf die Entwicklung in Süddeutschland zu nehmen. Im Krieg gegen Frankreich 1870/71 schlossen sich die süddeutschen Staaten jedoch dem Norddeutschen Bund an. Die sogenannte „Reichsgründung“ war also die Verwirklichung der kleindeutschen Lösung.

## Zwischen den Weltkriegen
Durch den Zerfall der Österreichisch-Ungarischen Monarchie infolge des Ersten Weltkrieges war eine Vereinigung der deutschsprachigen Gebiete ihrer österreichischen Reichshälfte mit dem nun republikanischen Deutschen Reich (Weimarer Republik) möglich geworden. Sie wurde von der deutschösterreichischen provisorischen Nationalversammlung am 12. November 1918 einstimmig beschlossen.
Diese Lösung wurde allerdings von den Siegermächten des Weltkrieges verhindert, die zudem Österreich verboten, sich Deutschösterreich zu nennen (→ Vertrag von Saint-Germain). Vor allem die Großdeutsche Volkspartei verfolgte im Österreich der Zwischenkriegszeit weiter den Zusammenschluss mit dem Deutschen Reich, aber auch die Sozialdemokraten (bis 1933).
Nach dem im März 1938 erfolgten „Anschluss“ Österreichs an Deutschland ließ sich Adolf Hitler als Verwirklicher der großdeutschen Lösung feiern. 1943 wurde die amtliche Staatsbezeichnung des Deutschen Reiches in Großdeutsches Reich geändert.

## Seit 1945
Mit der Niederlage NS-Deutschlands beschlossen die Siegermächte, Österreich wiederherzustellen. Seit 1945 gilt der Begriff „großdeutsch“ aufgrund seiner Verbindung mit dem nationalsozialistischen Deutschland als diskreditiert. Die von der Bundesrepublik Deutschland und zeitweise auch von der DDR vertretene Idee eines „Gesamtdeutschland“ entspricht heute der früheren kleindeutschen Lösung unter Verzicht auf die ehemaligen deutschen Ostgebiete.
In Österreich war die Angliederung an Deutschland seit 1945 kein politisch relevantes Thema mehr; die Moskauer Deklaration der Alliierten von 1943, der zufolge Österreich „Hitlers erstes Opfer“ war und wieder selbstständig werden sollte, entsprach voll der Stimmungslage der Bevölkerung bei Kriegsende. Im Staatsvertrag von 1955 wurde der Anschluss (wie schon 1919 im Vertrag von St. Germain) verboten. Bei der überwiegenden Bevölkerungsmehrheit festigte sich seither ein eigenes österreichisches Nationalbewusstsein. Eine Minderheit (ideologische Nachfolger der Deutschliberalen und Deutschnationalen) ist weiterhin im klassischen Sinne großdeutsch orientiert.
Sowohl in Deutschland als auch in Österreich wird die Idee meist mit Rechtsextremismus bzw. Neonazismus in Verbindung gebracht, da sie u. a. von rechtsextremen Parteien wie der deutschen NPD vertreten wird. Es besteht jedoch auch eine Minderheit innerhalb der österreichischen FPÖ und einigen kleineren Parteien, welche die ursprünglichen Gedanken der großdeutschen Lösung des 19. Jahrhunderts weiterverfolgen. Die Existenz einer eigenständigen österreichischen Nation wird mittlerweile jedoch – selbst unter FPÖ-Anhängern – weitgehend angenommen. Eine Umfrage von 2008 ergab, dass 82 Prozent der befragten Österreicher sich als separate Nation ansehen, während es im Jahr 1956 nur 49 Prozent waren.